# Warchalking

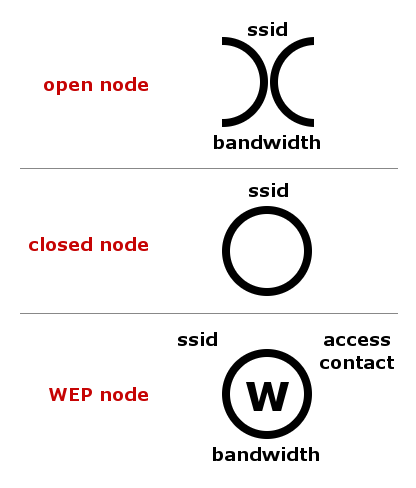
Símbolos de warchalking (de arriba abajo: nodo abierto, nodo cerrado y nodo WEP).

Warchalking es un lenguaje de símbolos normalmente escritos con tiza en las paredes que informa a los posibles interesados de la existencia de una red inalámbrica en ese punto.
Inspirado en el lenguaje de símbolos que utilizan los vagabundos, su sencillez ha sido uno de los factores que han hecho posible su proliferación por las grandes ciudades. Además otras características como la no perdurabilidad de las marcas durante grandes períodos hacen que sea muy dinámico y se vaya adaptando constantemente a las características cambiantes de las redes sobre cuya existencia informa.
Los símbolos más usados son:
- SSID
- )( Nodo abierto ,() Nodo cerrado, (W) Nodo con WEP
- 1.5 Ancho de banda

1. En primer lugar se identifica el nombre del nodo, o SSID
2. En segundo lugar se identifica el tipo de red, bien sea abierta, cerrada o con WEP
3. En último lugar se identifica la velocidad del mismo

Un ejemplo de para todo esto puede ser:
```
Retina
  )  (
  1.5
```

Esto identifica a un nodo abierto, que utiliza el SSID "Retina" y dispone de un ancho de banda de 1.5 Mbps.